# Kingscross Point
Kingscross Point är en udde i Storbritannien.   Den ligger i riksdelen Skottland, i den nordvästra delen av landet, 500 km nordväst om huvudstaden London.
Terrängen inåt land är lite kuperad. Havet är nära Kingscross Point österut.